# Macrocera antennata
Macrocera antennata är en tvåvingeart som beskrevs av Freeman 1951. Macrocera antennata ingår i släktet Macrocera och familjen platthornsmyggor. Inga underarter finns listade i Catalogue of Life.